# Paderne (Albufeira)
Paderne es una freguesia portuguesa del municipio de Albufeira, tiene 55,64 km² de área y 3504 habitantes (2001). Densidad: 63,0 hab/km².
Su nombre proviene del latín Paterni, es decir, la quinta de Paterno.
Situada en la región de Algarve conocida como el Barrocal, es una de las localidades más antiguas del municipio de Albufeira. Mantiene los rasgos de una aldea rural del interior de la provincia. Entre sus atractivos turísticos se encuentra su castillo, conquistado a los musulmanes en 1248, así como varios puntos de interés paisajístico. En particular la fuente, las riberas de Algibre y de Quarteira y sus azudes, teniendo muchos otros puntos históricos de referencia a considerar y visitar.

## Patrimonio
- Castillo de Paderne
- Iglesia Matriz de Paderne